# Paranas
Paranas (chiamata Wright durante il periodo del Commonwealth delle Filippine) è una municipalità di terza classe delle Filippine, situata nella Provincia di Samar, nella regione di Visayas Orientale.
Paranas è formata da 44 baranggay:
- Anagasi
- Apolonia
- Bagsa
- Balbagan
- Bato
- Buray (Binogho)
- Cantaguic
- Cantao-an
- Cantato (Canturab)
- Casandig I
- Casandig II
- Cawayan
- Concepcion
- Jose Roño
- Lawaan I

- Lawaan II
- Lipata
- Lokilokon
- Mangcal
- Maylobe
- Minarog
- Nawi
- Pabanog
- Paco
- Pagsa-ogan
- Pagsanjan (Pagsan-an)
- Patag
- Pequit
- Poblacion 1
- Poblacion 2

- Poblacion 3
- Poblacion 4
- Poblacion 5
- Poblacion 6
- Salay
- San Isidro
- Santo Niño
- Sulopan
- Tabucan
- Tapul
- Tenani
- Tigbawon
- Tula
- Tutubigan